# 헤일-밥 혜성
헤일-밥 혜성(Comet Hale–Bopp, 공식 명칭 C/1995 O1)은 20 세기 말의 혜성으로, 20 세기를 통틀어 가장 밝고 관측이 많이 이루어진 혜성이었다. 1995년 7월 23일 앨런 헤일과 토머스 밥이 독자적으로 발견하였으며, 1997년 4월 1일 근일점 통과 시에는 겉보기등급 -1.8에 달할 정도로 밝아졌다. 혜성은 육안으로 약 18개월 가량 관측할 수 있었는데, 이는 기존의 최장 기록이었던 1811년의 대혜성의 약 2배에 달하는 것이었다. 이로 인해, 헤일-밥 혜성에는 '1997년의 대혜성'이라는 별명이 있다.

## 발견
헤일-밥 혜성은 1995년 7월 23일, 미국인 앨런 헤일과 토머스 밥이 서로 독립적으로 발견하였다.
앨런 헤일은 뉴멕시코에 있는 자신의 사유지 도로에서 수백 시간을 들여 혜성을 찾은 결과, 자정 직후 헤일-밥 혜성을 발견하였다. 혜성의 겉보기등급은 약 10.5등급이었으며 궁수자리의 구상성단 메시에 70 근처에 있었다. 헤일은 먼저 메시에 70 인근에 다른 심원천체가 없다는 것을 확인한 후, 발견된 혜성 목록을 검색해 이 지역에 혜성이 없다는 것을 보았다. 헤일은 이 천체가 배경 별에 대해 움직이고 있다는 것을 확인한 후, 천문학적 발견을 총괄하는 천문학 중앙 전보국에 이메일을 보냈다.
토머스 밥은 망원경을 가지고 있지 않았으며, 자신의 친구들과 애리조나 파이날 인근에서 성단과 은하를 관측하고 있던 도중, 친구의 망원경에서 혜성을 발견하였다. 밥은 자신이 새로운 천체를 발견한 것일지도 모른다고 생각하여, 먼저 심원천체가 있는지를 보기 위해 성도를 확인했으며, 아무것도 없다는 사실을 알자, 천문학 중앙 전보국에 웨스턴 유니온을 이용해 전보를 보냈다. 당시 전보국 관계자였던 브라이언 마스덴은 이에 대해 웃으며 "요즘은 아무도 전보를 보내지 않는다. 사실, 전보가 여기 도착했을 때, 앨런 헤일은 이미 세 번이나 좌표를 이메일로 보낸 후였다"고 밝혔다.
다음 날 아침 새 혜성의 발견이 공식적으로 확인되었으며, 식별자 C/1995 O1을 부여받았다. 혜성의 발견 사실은 국제천문연맹 회보 6187호에 공표되었다.

## 초기 관측
관측 당시 헤일-밥 혜성의 위치는 태양에서 7.2 천문단위 떨어진, 목성과 토성 사이였으며, 이는 아마추어 천문학자가 발견한 혜성 중 태양에서 제일 먼 것이었다. 혜성 대다수는 이 정도 거리에서는 매우 흐리며 혜성 활동을 보이지 않지만, 헤일-밥 혜성은 이미 코마가 형성되어 있었다. 1993년 촬영했던 사전발견 사진에서는 태양에서 13 천문단위 떨어진 헤일-밥 혜성이 찍혔는데, 통상 이 거리에서 혜성은 아에 관측이 불가능할 정도로 어둡다. 분석 결과 핵의 지름은 60±20 km로, 핼리 혜성의 6배 가량이었다.
거리에 비해 매우 활발한 활동을 보였다는 점에서, 헤일-밥 혜성이 1997년 근일점에 도달할 때 매우 밝아질 것이라는 관측이 다수였으나, 먼 거리에서 큰 물질 분출을 겪은 후 어두워질 가능성은 남아 있었다. 예를 들어, 1973년 코후테크 혜성은 '세기의 혜성'으로 불릴 정도로 집중을 받았으나 그리 밝지 않았던 사례가 있었다.

## 근일점 접근

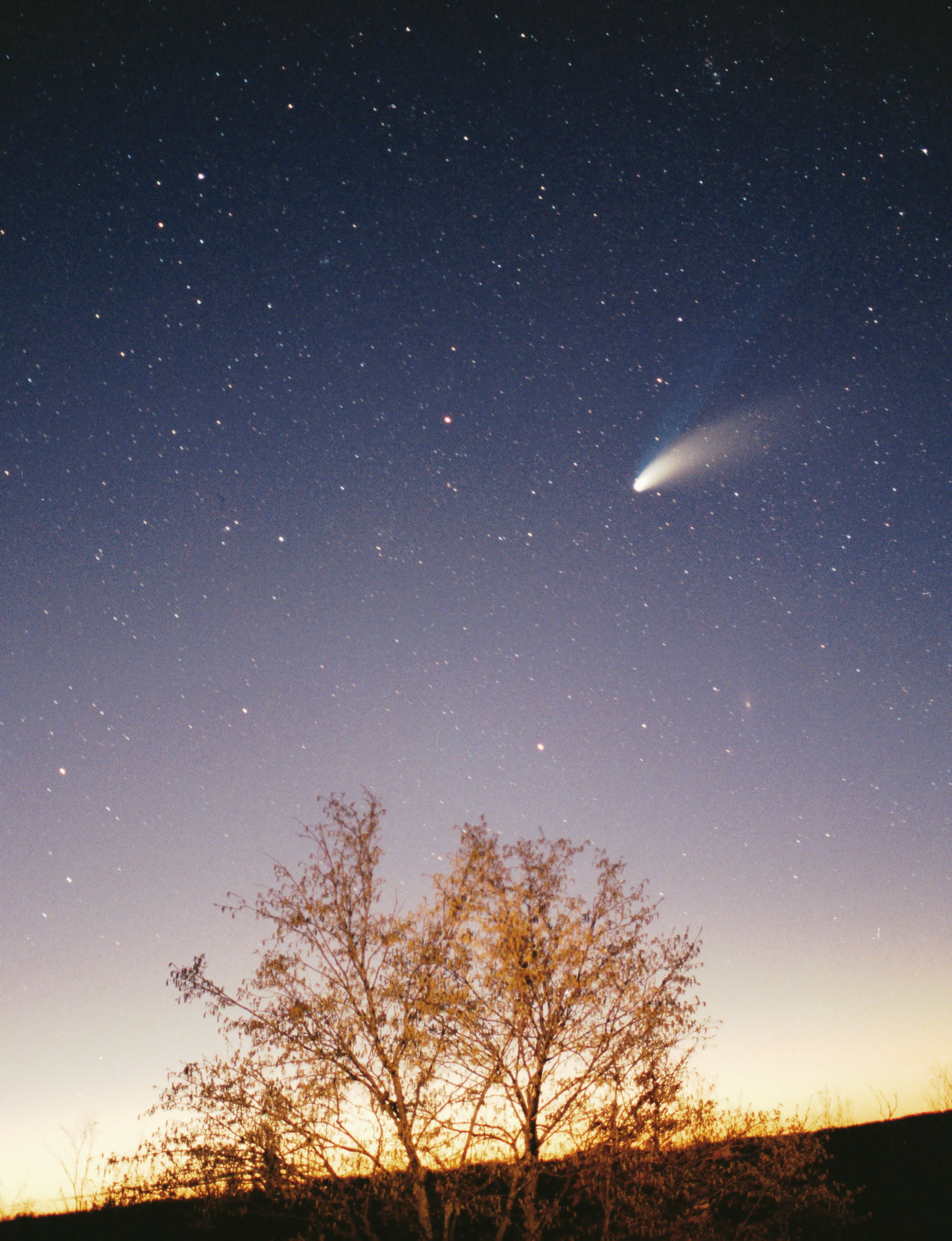
1997년 초 혜성이 밤하늘에서 밝게 빛나는 모습.

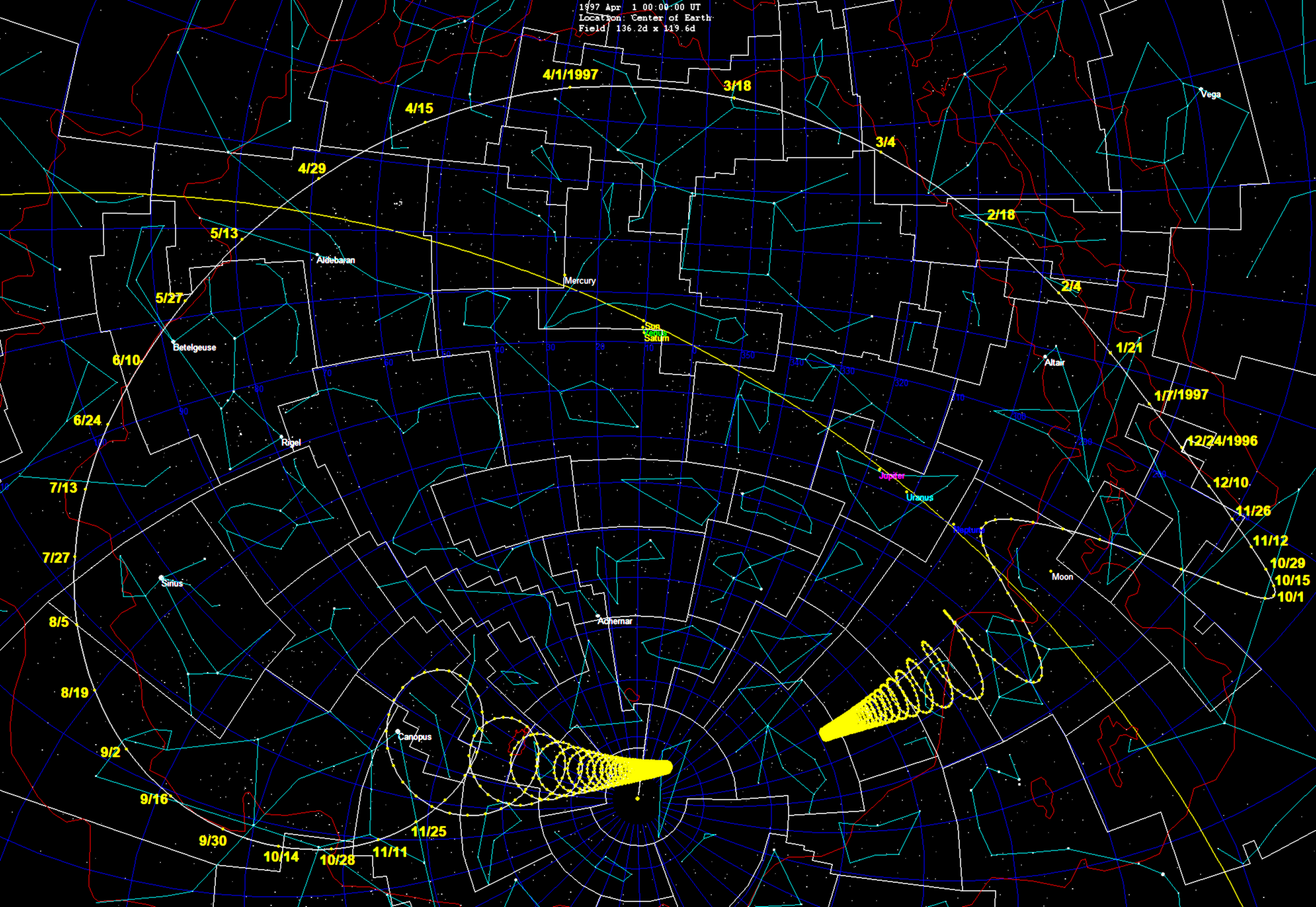
성도에 표시한 헤일-밥 혜성의 겉보기 이동 경로. 점 사이의 간격은 14일이다.

1996년 5월부터 헤일-밥 혜성은 육안으로 보일 수 있을 정도까지 밝아졌으며, 비록 밝아지는 비율이 느려지고 있긴 했지만, 더 밝아질 것이라는 관측이 지배적이었다. 1996년 12월에는 태양에 가까이 붙어 있어 관측이 어려웠지만, 1997년 1월부터는 광공해가 심한 대도시에서도 위치를 알고 있다면 볼 수 있을 정도로 밝아졌다.
헤일-밥 혜성의 접근 당시는 인터넷이 급성장하던 시기였는데, 이로 인해 매일 혜성의 위치를 보여주고 사진을 올린 웹사이트 다수가 유명세를 탔다. 헤일-밥 혜성이 대중적 인기를 가지게 된 데에는 인터넷의 발달이 상당히 큰 요소로 작용하였다.
혜성은 태양에 접근함에 따라 계속 밝아져, 1997년 2월에는 2등급까지 밝아졌으며, 궤도 모양대로 휘어지는 먼지 꼬리와 태양 반대편을 똑바로 가리키는 기체 꼬리 모두 확실히 볼 수 있었다. 같은 해 3월 9일 중국, 몽골, 시베리아 동부에서 발생한 일식에서는 낮에 혜성을 볼 수 있었다. 1997년 3월 22일 헤일-밥 혜성은 지구에 최대로 근접하였으며, 이 때의 거리는 1.315 AU였다.
1997년 4월 1일 근일점 통과 후, 혜성의 밝기는 최고에 달했다. 밤하늘에서 혜성보다 밝은 별은 시리우스밖에 없었으며, 먼지 꼬리는 하늘에서 40~45도 가량 펼쳐졌다. 매일 밤 하늘이 완전히 어두어지기 전부터 혜성을 볼 수 있었으며, 일반적인 혜성은 근일점을 통과할 때 태양에 가깝게 붙어 관측이 어려웠으나, 헤일-밥 혜성은 북반구 기준 밤 내내 관측할 수 있었다.

## 근일점 이후
혜성은 근일점 통과 이후 천구의 남반구로 옮겨갔다. 남반구에서는 북반구에 비해 혜성이 어둡게 보였지만, 1997년 하반기 동안 혜성이 점진적으로 어두워지는 모습을 관측할 수 있었다. 마지막 육안 관측 보고는 1997년 12월에 이루어졌으며, 헤일-밥 혜성은 569일 (약 18개월 반) 동안 육안 관측이 가능했다. 이전의 최장 기록은 1811년의 대혜성이었는데, 이 때는 육안으로 약 9개월 간 볼 수 있었다.
육안 관측이 불가능해진 후에도 혜성은 계속해서 어두워졌으나, 천문학계에서는 혜성을 계속 추적하였다. 근일점 통과 10년 후인 2007년 10월, 태양과 25.7 AU 떨어져 있는 헤일-밥 혜성에서 일산화 탄소 코마가 관측되었는데, 이는 이 시점까지도 혜성 활동이 일어나고 있었음을 뜻한다. 2010년 허셜 우주망원경의 관측 결과에서는 혜성 표면에 새 얼음층이 생겨났다는 결과가 도출되었다. 이후 2010년 12월(거리 30.7 AU), 2012년(거리 33.2 AU)에도 관측이 이루어졌으며, 제임스 웹 우주망원경은 2022년 태양과 46.2 AU 떨어진 헤일-밥 혜성을 관측하였다.

## 궤도의 변화

1997년 4월 1일 헤일-밥 혜성이 근일점에 접근한 상태의 궤도 모습.

헤일-밥 혜성은 약 4,200년 전인 기원전 2215년 7월에 근일점을 통과했을 것으로 보이며, 당시 지구와의 접근 거리는 1.4 AU였기 때문에, 고대 이집트 제6왕조 페피 2세(기원전 2247년 ~ 기원전 2216년)의 재위 기간에 관측했을 가능성이 있다. 사카라에 있는 페피 2세의 피라미드에는 하늘에 있는 파라오의 동반자인 'nhh별'에 대한 언급이 있으며, 여기서 'nhh'는 긴 머리카락을 나타내는 상형 문자이다.
기원전 2215년 6월 초, 헤일-밥 혜성은 목성과 충돌 직전까지 가, 궤도가 크게 변화한 것으로 추정되며, 이를 통해 보면 기원전 2215년의 근일점 접근이 오르트 구름에서 태양계 내부로 들어온 처음이었던 것으로 보인다. 현재 헤일-밥 혜성의 궤도는 황도와 거의 직교하기 때문에 다른 행성과 다시 만날 가능성은 낮긴 하나, 1996년 4월 다시 목성에 0.77 AU까지 접근했는데, 이로 인해 궤도가 다시 변화하였으며, 이 때 공전 주기가 약 2,399년으로 2배 가량 감소하여, 다음 근일점 통과는 4385년 경으로 예측하고 있다. 원일점 거리는 기존의 525 AU에서 354 AU로 줄어들었다.
헤일-밥 혜성과 지구의 충돌 확률은 근일점 통과 1번당 약 2.5×10−9로 극히 낮으나, 핵의 지름이 약 60 km라는 점에서 실제 충돌할 경우의 피해량은 상상을 뛰어넘을 가능성이 높다. 혜성과 지구의 충돌을 가정한 한 연구에서는, 충돌 시 발생하는 에너지를 4.4×109 메가톤(TNT 환산), 즉 K-Pg 대량절멸 충돌의 44배가 될 것이라고 추정하였다.
궤도 경사가 크고 근일점 거리가 가까운 혜성은 중력 섭동에 의해 점차 근일점 거리가 줄어들게 된다. 헤일-밥 혜성은 약 15% 정도의 확률로 이 과정을 통해 선그레이징 혜성이 될 것이라고 추정하고 있는데, 이 경우 대량의 질량 손실을 겪거나, 크로이츠 혜성군처럼 작은 조각으로 분열할 것으로 보이며, 핵이 매우 큰 혜성이라는 점에서, 기원후 837년 당시의 핼리 혜성을 능가할 정도로 밝아질 가능성이 있다.

## 과학적 분석
헤일-밥 혜성은 핵이 매우 크다는 특징으로 인해 근일점 통과를 전후해 집중적인 관측이 이루어졌으며, 이를 통해 혜성 연구에 많은 진전이 이루어졌다. 헤일-밥 혜성의 먼지 생성률(최대 2.0×106 kg/s)은 혜성 중에서도 매우 높은 편이었으며, 이로 인해 혜성의 코마 안쪽의 광학적 깊이가 깊어졌다. 먼지 입자는 온도가 높았고, 반사율도 높았으며, 10 μm 규소 방출선이 강했기 때문에, 먼지 입자의 크기가 혜성 중 제일 작았을 것이라고 추정하고 있다.
헤일-밥 혜성은 편광이 크게 나타났는데, 이는 태양빛의 복사압에 의해 코마 내 먼지가 산란되는 것과, 먼지 자체의 크기에 의해 결정되기 때문에, 이를 통해서도 헤일-밥 혜성의 먼지 입자 크기가 매우 작다는 사실을 확인할 수 있다.

### 나트륨 꼬리

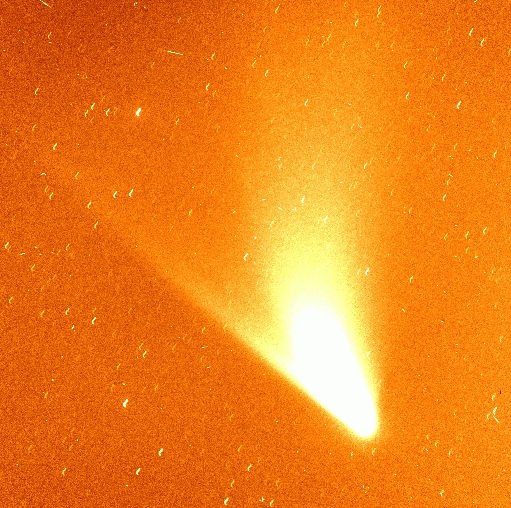
헤일-밥 혜성의 꼬리. 중성 나트륨 꼬리는 핵에서 왼쪽 위로 직선으로 올라가는 옅은 선이다.

헤일-밥 혜성을 관측함으로서, 혜성에 매우 옅은 나트륨 꼬리가 존재한다는 사실이 밝혀졌다. 혜성에서 나트륨이 분출되는 것 자체는 관측된 적이 있지만, 꼬리가 만들어질 정도로 많았던 적은 없었다. 헤일-밥 혜성의 꼬리에 있던 나트륨은 (이온이 아닌) 중성 원자였으며, 약 5000만 킬로미터 가량 펼쳐졌다.
나트륨이 나오는 곳은 코마 내부이나, 핵은 아닌 것으로 보인다. 핵 주변 먼지 입자 간의 충돌이나, 자외선에 의한 먼지 입자에서의 나트륨의 스퍼터링을 통해 나트륨 원자가 발생하는 것으로 추정하고 있으나, 현재까지 나트륨 꼬리를 만드는 제일 큰 원인이 무엇인지에 대한 정설은 없으며, 꼬리 중 얇은 부분과 퍼진 부분의 기원이 아에 다를 가능성도 있다.
혜성의 먼지 꼬리는 혜성의 궤도를 따르고, 기체 꼬리는 태양 정반대 방향을 가리키는데, 나트륨 꼬리는 둘 사이에 있다. 이는 나트륨 원자가 복사압에 의해 혜성의 머리 부분에서 밀려난다는 것을 뜻한다.

### 중수소
헤일-밥 혜성에 중수의 형태로 존재하는 중수소의 비율은 지구 바다의 약 2배 정도였다. 이를 통해, 다른 혜성의 구성 성분도 헤일-밥 혜성과 비슷하다면, 지구의 물이 혜성에서만 온 것은 아니라고 추정할 수 있다.
중수소는 혜성에 포함된 다른 수소 화합물에서도 감지되었다. 경수소에 대한 중수소의 비율은 화합물에 따라 달랐는데, 이를 통해 일각에서는 혜성의 얼음이 태양계 성운이 아닌 성간운에서 형성된 것이라고 추정하기도 한다. 성간운에서 형성되었다고 가정할 경우, 헤일-밥 혜성의 형성 당시 주변 온도는 25~45 K이다.

### 유기물
헤일-밥 혜성의 분광 관측 결과 많은 유기화합물이 발견되었는데, 이 중 몇몇은 기존에 혜성에서 발견된 적이 없던 물질이었다. 이러한 복잡한 분자는 처음부터 혜성에 존재한 것일 수도 있으나, 혜성 내에서의 화학 반응을 통해 합성되는 것일 수도 있다.

### 아르곤 감지
헤일-밥 혜성은 비활성 기체인 아르곤이 감지된 최초의 혜성이었다. 비활성 기체는 종류에 따라 승화하는 온도가 다르고, 다른 물질과 거의 반응하지 않기 때문에, 혜성 표면의 얼음 온도가 어떻게 변화하였는지를 추정하는 데 사용할 수 있다. 헤일-밥 혜성에서는 승화 온도가 약 16~20 K인 크립톤은 태양계 평균에 비해 25배 가량 적었으나, 승화 온도가 더 높은 아르곤은 태양계 평균보다 많았는데, 이는 헤일-밥 혜성의 온도가 항상 35~40 K 이하를 유지했으나 20 K 이상으로 올라간 적은 있었음을 나타내며, 태양계 성운이 현재 이론에 비해 더 차갑고 아르곤이 많았던 것이 아니라면, 해왕성 바깥에 있는 혜성은 현재의 카이퍼대에서 형성되어 오르트 구름으로 이동한 것이라고 추정할 수 있다.

### 자전
헤일-밥 혜성의 물질 방출과 혜성 활동은 표면에 고르게 퍼지지 않고, 제트 몇 개에서 집중적으로 일어났다. 이 제트에서 분출되는 물질을 관측하는 방법으로 측정한 헤일-밥 혜성의 자전 주기는 11시간 46분이었다.

### 이중 핵 가능성
1997년, 헤일-밥 혜성이 1995년 10월 보였던 먼지 방출 형태를 설명하기 위해, 핵이 이중 구조로 되어 있을 가능성이 제기되었다. 이 연구에서는 지름 70 km의 중심체에서 180 km 떨어진 곳을 지름 30 km의 위성이 공전 주기 3일로 돌고 있을 것이라고 이론적으로 추정하였으며, 비록 관측적 증거를 제시하지는 않았지만, 1996년 허블 우주망원경이 촬영한 혜성 사진에 위성이 찍히며 위성의 존재가 확인되었다.
1997년 말부터 1998년 초 적응광학을 이용한 관측에서 혜성의 밝기 최고점이 두 곳이 존재한다는 사실도 밝혀지긴 했지만, 핵이 이중 구조여야만 이 현상이 나타나는지에 대한 논란은 계속되고 있다. 또한, 허블 우주망원경을 제외한 다른 관측에서는 위성이 발견되지 않았으며, 혜성이 분해되는 사례는 여럿 관측된 바 있었지만 P/2006 VW139가 발견되기 전까지 안정하게 존재하는 이중 핵은 관측된 바가 없었다.

## UFO 주장
1996년 11월, 휴스턴에 거주하는 아마추어 천문학자 척 슈라멕(Chuck Shramek)은 혜성을 CCD 카메라로 촬영한 사진에서 혜성 근처에 흐리고 길죽한 물체가 있음을 발견하였는데, 자신의 컴퓨터에 있던 프로그램에서 이 천체에 대한 정보가 없자, 라디오 프로그램 코스트 투 코스트 AM의 진행자 아트 벨(Art Bell)에게 연락해 자신이 헤일-밥 혜성을 따라가는 '토성 같은 물체'를 발견했다고 주장하였으며, 얼마 지나지 않아 UFO 애호가들 사이에서 외계 우주선이 혜성을 따라오고 있다는 주장이 널리 퍼졌다.
앨런 헤일 등 여러 천문학자는 이 물체가 단순히 8.5등급 항성 SAO141894이며, 슈라멕의 사용자 설정으로 인해 컴퓨터에 표시되지 않았을 뿐이라고 하였다. 아트 벨은 자신이 익명의 천문학자로부터 UFO의 발견을 확증하는 사진을 받았다고 주장하였으나, 하와이 대학교의 올리버 하이나우트와 데이비드 톨른은 이 사진이 단순히 자신들이 촬영한 혜성 사진을 편집한 것일 뿐이라고 밝혔다.
1997년 3월, 천국의 문 신도 39명이 '혜성 뒤를 비행하고 있는 우주선'으로 순간이동하기 위해 집단 자살하였다.
자신의 뇌에 이식된 기기를 통해 외계인으로부터 메세지를 받았다고 주장한 난시 리더(Nancy Lieder)는 헤일-밥 혜성이 단순히 지구의 궤도 운동을 교란시켜 대재앙을 불러 올 '니비루' 또는 '행성 X'의 도착을 숨기기 위해 벌이는 공작에 불과하다고 주장하였으며, 당초 2003년 5월 전지구적 대재앙이 일어날 것이라고 주장했으나, 아무 일도 일어나지 않았다. 하지만 이후로도 '니비루'의 접근에 대한 여러 음모론은 지속되었으며, 이 중 대부분은 2012년 종말론과 연결되어 있었다. 행성 니비루에 관련된 주장은 과학계에서 여러 번 사실이 아님이 증명된 바 있다.

## 시사점

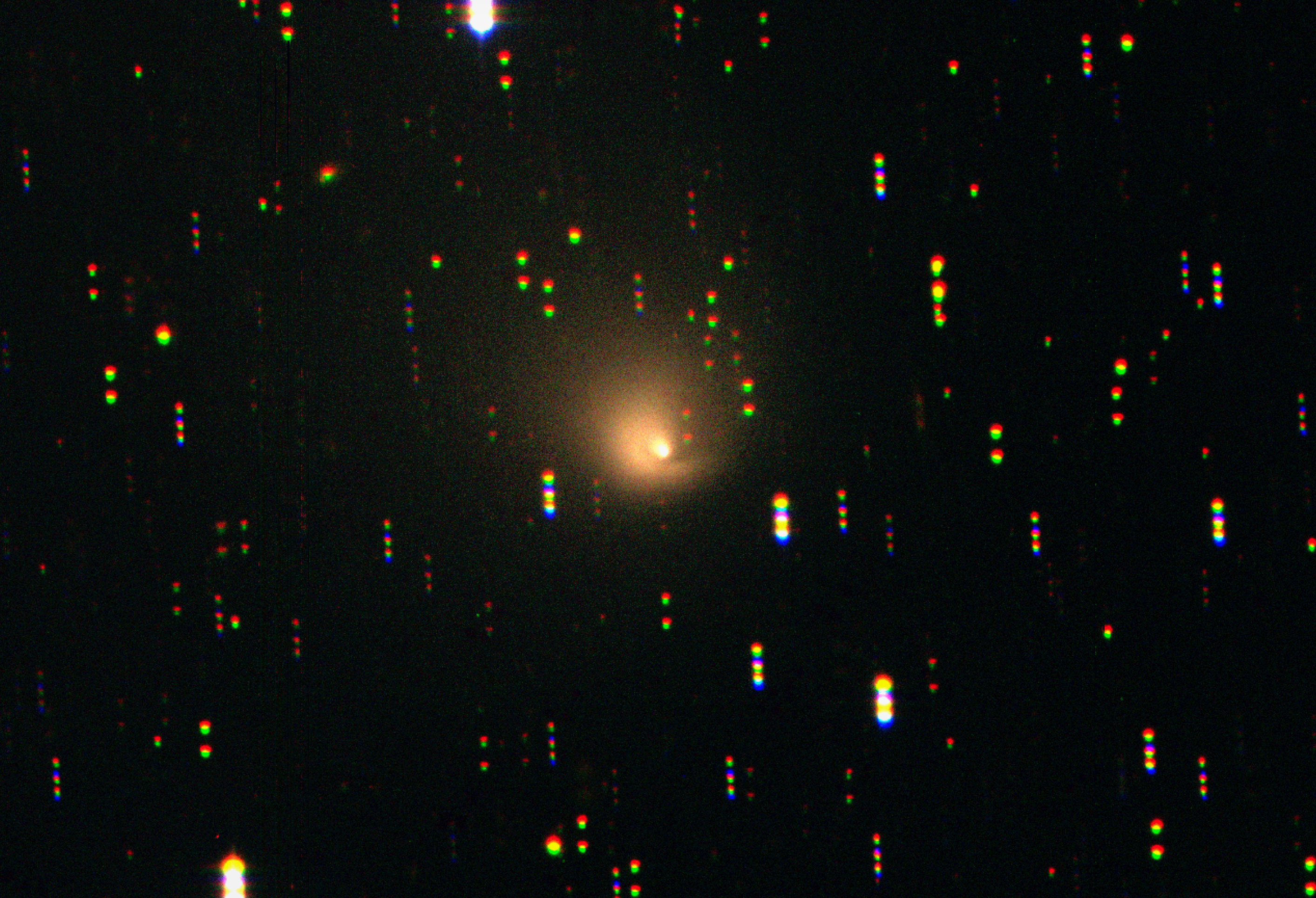
유럽 남방 천문대에서 2001년에 촬영한 헤일-밥 혜성으로, 태양에서 약 200억 킬로미터 가량 떨어진 상태이다.

헤일-밥 혜성을 관측할 수 있는 기간이 길었고, 혜성을 다룬 대중 매체도 수없이 많았기 때문에, 헤일-밥 혜성은 인류 역사상 제일 많은 사람이 본 혜성일 것으로 추정하고 있다. 1997년 4월 9일 진행한 한 조사에서는, 미국인 중 69%가 헤일-밥 혜성을 보았다고 답하였다.
헤일-밥 혜성은 여러 기록을 깬 혜성이었다. 아마추어 천문학자가 발견한 혜성 중 태양으로부터의 거리가 가장 멀었고, 핵의 크기가 키론 혜성에 이어 두 번째로 컸으며, 기존의 육안 관측 최장 기록을 2배 이상으로 넘었다. 혜성의 밝기가 0등급을 넘었던 기간은 약 8주였는데, 이는 기록이 남아있는 혜성을 통틀어 가장 길었다.
슈메이커-레비 9 혜성을 발견한 것으로 유명한 캐롤린 슈메이커와 유진 슈메이커 부부는 헤일-밥 혜성을 촬영한 날 교통 사고를 당했으며, 이로 인해 유진 슈메이커는 사망하였다. 유진 슈메이커의 화장한 유골은 루나 프로스펙터에 실려 달로 갔는데, 여기에는 "슈메이커 부부가 같이 관측한 마지막 혜성"인 헤일-밥 혜성의 사진이 같이 실렸다.

## 같이 보기
- 햐쿠타케 혜성